# Sześć dni stworzenia
Sześć dni stworzenia – wielkoformatowy obraz Michaela Willmanna z 1668 r. pochodzący z klasztoru Cystersów w Lubiążu, obecnie w zbiorach Muzeum Narodowego w Warszawie.
Dzieło powstało z inicjatywy opata klasztoru Arnolda Freibergera. Na płótnie umieszczono jego monogram raz datę i herb lubiąskiego opactwa. W zbiorach Biblioteki Narodowej w Warszawie zachował się wykonany przez malarza precyzyjny rysunkowy projekt obrazu (312 × 675 mm) z naniesioną siatką kratownicy. Obraz przedstawia symultanicznie sześć aktów stworzenia świata. Na pierwszy plan wysuwają się przedstawienia różnych zwierząt nadające obrazowi animalistyczny charakter. Bóg pojawia się tu kilkakrotnie: w momentach stwarzania dnia i nocy, wody i powietrza oraz zwierząt i człowieka. Utrzymane w baśniowej atmosferze sceny bardziej przypominają arras niż malowidło na płótnie. Historycy sztuki arcydzieło Willmanna, podobnie jak i dwa inne jego obrazy (Orfeusz grający zwierzętom oraz Raj) wywodzą z manierystycznych wzorów Hansa Verdermanna de Vriesa i Izaaka van den Blocka. Sam malarz wysoko cenił swoje dzieło, a jego pierwszy biograf Joachim von Sandrart chwalił za „wyjątkową dbałość wykonania”.
Inna wersja środkowego fragmentu Sześciu dni stworzenia, o znacznie mniejszych rozmiarach (144 × 115 cm), namalowana została przez Willmanna w tym samym roku. Obraz zatytułowany Raj, który obecnie znajduje się w Muzeum Brukenthala w Sybinie (Rumunia) powtarza jego kompozycję oraz przedstawienia poszczególnych drzew i zwierząt w nieco zmienionej konfiguracji. Przeznaczony był zapewne na rynek kolekcjonerski i został nabyty do kolekcji barona von Brukenthala.